# Le Club du suicide (téléfilm)
Pour plus de détails, voir Fiche technique et Distribution.
Le Club du suicide (en russe : Клуб самоубийц, или Приключения титулованной особы, Priklyucheniya printsa Florizelya) est un téléfilm soviétique en trois parties, réalisé par Ievgueni Tatarski en 1979, produit par la société Lenfilm et diffusé pour la première fois en 1981. Le sujet s'inspire des deux nouvelles de Robert Louis Stevenson, Le Club du suicide et Le Diamant du Rajah.

## Fiche technique
- Titre français : Le Club du suicide
- Titre original : Клуб самоубийц, или Приключения титулованной особы (Priklyucheniya printsa Florizelya)
- Production : Lenfilm
- Réalisation : Ievgueni Tatarski
- Scénario : Edgar Doubrovski
- Photographie : Konstantin Ryjov
- Compositeur : Nadejda Simonian
- Son : Konstantin Lachkov
- Direction artistique : Isaak Kaplan
- Costumes : Natalia Kotcherguina
- Montage : Tamara Gousseva
- Genre : film d'aventure, comédie dramatique
- Pays d'origine :  Union soviétique
- Langue originale : russe
- Durée : 190 min.
- Date de première diffusion : 12 janvier 1981

## Distribution
- Oleg Dahl : Prince Florizel
- Donatas Banionis : Président du club, Nike Nicols
- Igor Dmitriev : colonel Géraldine, le Grand Écuyer
- Lioubov Polichtchouk : Jeannette
- Vitali Iline : Marc
- Igor Yankovski : Géraldine Jr
- Askhab Abakarov : Perkins, artiste peintre
- Elena Solovei : lady Wandeler
- Boris Novikov : général Wandeler
- Ivan Mokeiev : Charly Pendragon
- Vladimir Chevelkov : Garry Hartly, secrétaire de lady Wandeler
- Vladimir Bassov : inspecteur Trenton
- Mikhaïl Pougovkine : Rabern, le jardinier amateur
- Evgueni Kindinov : Simon Rolls, prêtre
- Valéry Matveiev : Frank, cow-boy, fils de Nike Nicols
- Elena Tsyplakova : Joan, fille adoptive de Nike Nicols
- Anatoli Stolbov : journaliste
- Valentin Goloubenko : Sam, le gangster
- Viatcheslav Vassiliev : Maltus, membre du club
- Vladimir Lossev : membre du club
- Anatoli Podchivalov : membre du club
- Ilia Reznik : invalide criminel
- Valéry Filonov : criminel à rouflaquettes
- Liubov Malinovskaïa : vieille anglaise
- Maria Belkina : jeune anglaise
- Gueli Syssoïev : agent Kraft
- Mikhaïl Birbraïer : membre du club
- Valéry Mironov : membre du club
- Evgueni Ilovaïski : condamné à mort